# Jean Nageotte
Jean Nageotte (Dijon, 8 de fevereiro de 1866 – 22 de julho de 1948) foi um médico neurologista da França.